# Ablaberoides
Ablaberoides is een geslacht kevers uit de familie bladsprietkevers (Scarabaeidae). De wetenschappelijke naam werd voor het eerst geldig gepubliceerd in 1850 door Blanchard.

## Soorten
- A. abyssinicus
- A. aeneus
- A. breviusculus
- A. cognatus
- A. crassus
- A. decedens
- A. dentilabris
- A. dhofarensis
- A. ditissimus
- A. elongata
- A. emeritus
- A. fåhraei
- A. festiva
- A. flavipennis
- A. gabonensis
- A. haafi
- A. kapiriensis
- A. kochi
- A. laetulus
- A. lembanus
- A. loangoana
- A. loangwanus
- A. maynei
- A. namaquanus
- A. naviauxi
- A. nigrobrunnea
- A. nitidulus
- A. obtusus
- A. ominosus
- A. oscurifrons
- A. pauper
- A. pavoninus
- A. quadrisignatus
- A. quasitus
- A. rufovittatus
- A. schwetzi
- A. tardus
- A. tenellus
- A. testaceipennis
- A. testaceus